# 帕讷 (默尔特-摩泽尔省)
帕讷（法語：Pannes，法語發音：[pan]）是法国默尔特-摩泽尔省的一个市镇，属于图勒区。

## 地理
帕讷（48°55'59"N, 5°48'9"E）面积8.37 平方千米，位于法国大東部大區默尔特-摩泽尔省，该省份为法国东北部内陆省份，是洛林的一部分，北邻比利时、卢森堡，北起顺时针与摩泽尔省、下莱茵省、孚日省和默兹省接壤。
与帕讷接壤的市镇（或旧市镇、城区）包括：布永维尔、埃塞和迈兹赖、厄沃赞、瓦夫尔地区伯内、拉艾维尔、农萨尔-拉马尔什、里什库尔。

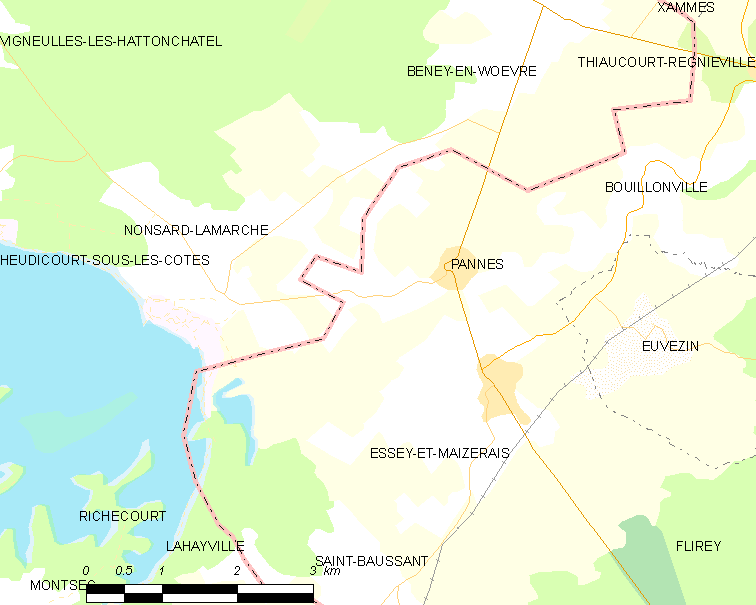
的OSM定位图

帕讷的时区为UTC+01:00、UTC+02:00（夏令时）。

## 行政
帕讷的邮政编码为54470，INSEE市镇编码为54416。

## 政治
帕讷所属的省级选区为北图卢瓦县。

## 人口

1962-2008年间人口变化图示

帕讷于2022年1月1日时的人口数量为175人。